# 구와나번
구와나 번(일본어: 桑名藩 구와나한[*])은 일본 에도 시대 이세국에 존재했던 번이다. 번청(藩庁)은 현재 미에현 구와나시 기치노마루(吉之丸)에 있는 구와나성이었다.

## 역대 번주

### 혼다가
후다이 10만석
1. 다다카쓰(忠勝)
2. 다다마사(忠政)

### 히사마쓰 마쓰다이라가
신판 11만석 → 11만 7천석 → 11만석 → 11만 3천석
1. 사다카쓰(定勝)
2. 사다유키(定行)
3. 사다쓰나(定綱, 사다유키의 이요 마쓰야마로의 이봉으로 인해 동생 미노 오가키의 사다쓰나가 입봉함)
4. 사다요시(定良)
5. 사다시게(定重)

### 오쿠다이라 마쓰다이라가
신판 10만석
1. 다다마사(忠雅)
2. 다다토키(忠刻)
3. 다다히라(忠啓)
4. 다다카쓰(忠功)
5. 다다토모(忠和)
6. 다다스케(忠翼)
7. 다다타카(忠堯)

### 히사마쓰 마쓰다이라가 (재봉)
신판 11만 3천석 → 6만석
1. 사다나가(定永)
2. 사다카즈(定和)
3. 사다미치(定猷)
4. 사다아키(定敬)〔교토 쇼시다이〕
5. 사다노리(定教)